# Donagh (Prince Edward Island)
Donagh ist ein Ort im Queens County in und auf Prince Edward Island.